# Marin Bosiočić
Marin Bosiočić (Rijeka, 8. kolovoza 1988.), hrvatski šahist, velemajstor
Član Šahovskog kluba Sesvete-Agroproteinka
Na hrvatskoj je nacionalnoj ljestvici od 28. prosinca 2017. godine drugi je po rejtingu, s 2624 boda.
Po statistikama FIDE sa službenih internetskih stranica od 28. prosinca 2017., 116. je igrač na ljestvici aktivnih šahista u Europi a 165. na svijetu.
Naslov majstora FIDE nosi od 2004. godine.
Naslov međunarodnog majstora nosi od 2007. godine.
2008. je godine stekao velemajstorski naslov.
U svibnju 2017. postao je prvak Hrvatske na zatvorenom prvenstvu u Valpovu. 
Na Europskom šahovskom klupskom prvenstvu u Ulcinju 2019. godine bio je drugi najbolji šahist na 3. ploči, nastupajući za Valerengu.